# 88 Minutes
88 Minutes är en amerikansk thriller från 2008 med Al Pacino, Benjamin McKenzie och Leelee Sobieski.
Filmens handling utspelas i Seattle. Nio år efter att framgångsrikt ha bistått med att få en seriemördare/våldtäktsman dömd, vars dom främst grundade sig på hans vittnesmål, får den kriminaltekniske psykiatern och professorn Jack Gramm (Al Pacino) ett anonymt telefonsamtal där han sägs ha 88 minuter kvar att leva. När han ser till sina få vänner och analyserar hur mycket information han får, har han denna knappa tid till att ta reda på vem hans potentiella mördare kan vara innan tiden är slut.

## Rollista (i urval)
- Al Pacino - Jack Gramm
- Alicia Witt - Kim Cummings
- Leelee Sobieski - Lauren Douglas/Lydia Doherty
- Amy Brenneman - Shelly Barnes
- William Forsythe - Frank Parks
- Deborah Kara Unger - Carol Lynn Johnson
- Benjamin McKenzie - Mike Stempt
- Neal McDonough - Jon Forster